# Burg Winzingen
Burg Winzingen ist die Ruine einer mittelalterlichen Höhenburg oberhalb des Ortsteils Haardt von Neustadt an der Weinstraße in Rheinland-Pfalz.

## Geographie
Die Burgruine liegt in 236 m Höhe auf dem Südostsporn des Schlossbergs in der Haardt, dem Ostrand des Pfälzerwalds zur Rheinebene hin.
Nordöstlich der Burg steht seit der zweiten Hälfte des 19. Jahrhunderts eine imposante Villa, das Haardter Schloss.
Westlich des Schlossbergs hat der Sulzwiesengraben das Meisental eingekerbt, das auf der Schlossbergseite als Naturschutzgebiet Haardtrand - Schloßberg eingestuft ist.

## Geschichte

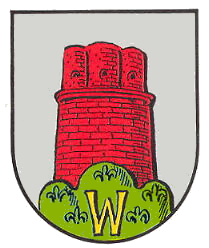
Die Burg auf dem früheren Wappen von Winzingen

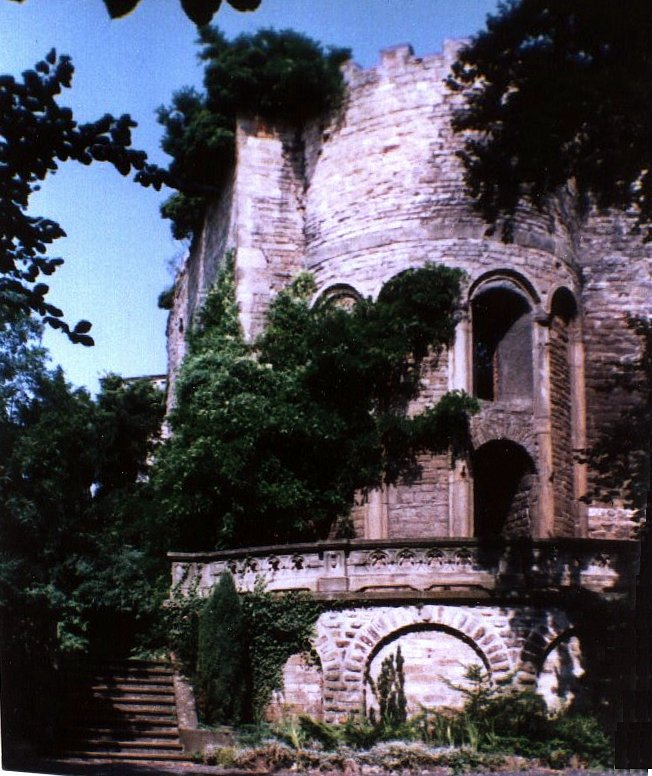
Burgkapelle St. Nikolaus

Der Name der Burg geht auf das bereits 774 existierende Dorf Winzingen zurück, das 1892 als Stadtviertel in der Stadt Neustadt aufgegangen ist. Die Burg stammt aus dem 10. Jahrhundert. Die ältesten noch erhaltenen Reste, insbesondere die Ruine der Nikolauskapelle und Teile der Ringmauer, werden auf das 11. Jahrhundert datiert.
Nach der ersten urkundlichen Erwähnung der Burg war 1146 Ritter Berthold von Winzingen dort ansässig. Nach dessen Tod wurde die Burg 1155 offenbar dem Halbbruder von Kaiser Friedrich Barbarossa, Konrad von Staufen, übertragen. Pfalzgraf Otto II. setzte 1248 den leiningischen Grafen Emich IV. als Burgmann ein. Ludwig der Bayer gab die Burg 1324 seinem Kanzler Hermann von Lichtenberg; sie war zu diesem Zeitpunkt in ziemlich schlechtem Zustand. Nach der pfälzischen Teilung belehnte Pfalzgraf Rudolf II. 1350 Graf Emich V. von Leiningen mit der Burg. Kurfürst Friedrich II. wurde 1482 auf der Burg geboren.
Geplündert und stark beschädigt wurde die Anlage 1525 im Bauernkrieg durch einen Gleisweilerer Bauernhaufen. 1576 erbte Pfalzgraf Johann Casimir die marode Burg und ließ die Anlage wieder in einen guten Zustand bringen; ein Gemälde von 1610 belegt dies.
Nachdem die Burg im Pfälzischen Erbfolgekrieg von den Franzosen besetzt worden war, wurde sie 1696 von hessischen Truppen beschossen und zum größten Teil zerstört. Zwar wurde die Anlage nach 1700 als Sommersitz teilweise wiederhergestellt, doch bereits ab 1728 verfiel sie wieder.
Seit 1804 in Privatbesitz, wurde das Areal durch den Neustadter Kaufmann Schuster mit erheblichem Aufwand zu einem parkähnlichen Garten umgestaltet und der Palasrest zur Kelterhalle ausgebaut. Burg Winzingen kam 1843 in die engere Auswahl der Burgen, die für Kronprinz Maximilian wieder aufgebaut werden sollten. Man entschied sich jedoch für die nahe Kästenburg, das heutige Hambacher Schloss, das deshalb nach dem Kronprinzen den volkstümlichen Namen „Maxburg“ erhielt. 1875 erwarb Kommerzienrat August Ritter von Clemm, einer der Mitbegründer der BASF, den Grundbesitz und ließ an der Nordostseite das Haardter Schloss errichten.

## Anlage
Von der in der Zeit der Romanik errichteten Burg sind noch die Ringmauer, der Kapellenbau, ein tonnengewölbter Keller und Turmreste erhalten.